# 佐佐木頼綱
佐佐木 頼綱（ささき よりつな、1979年10月2日（45歳） - ）は、日本の歌人、編集者、作詞家、エッセイスト。「心の花」編集委員。本名は佐々木頼綱で、曽祖父、祖父、父に倣って「佐佐木」を称する。

## 来歴・概要
東京都出身・在住。青山学院大学卒業。「心の花」「半月歌会」に所属。2012年、「佐佐木信綱研究」編集長。2017年、「風に膨らむ地図」で第28回歌壇賞受賞。2019年、「短歌往来」編集長。2019年度・2021年度NHK短歌選者。父譲りのスポーツマンで、キックボクサーでもある。

## 家系
曽祖父は文化勲章受章者の佐佐木信綱。父の佐佐木幸綱、祖母の佐佐木由幾、母の佐佐木朋子、弟の佐佐木定綱も歌人である。妻はオペラ歌手の神戸薫子。義父は作曲家の神戸孝夫。

## 著書・メディア

### 著書
- 『佐佐木信綱 「愛づる心」に歌の本質を求めた大歌人』コレクション日本歌人選069：笠間書院、2019年6月。ISBN 978-4-305-70909-7

### メディア
- NHK全国短歌大会（2018年児童生徒の部選者・2020年一般の部選者）
- NHK短歌（2019年度選者、第2週担当）
- 直撃LIVE グッディ! （2020年1月16日）
- 『Change!』（曽田正人作の漫画、講談社）にて主人公栞のモデルの一要素となっている
- 『清少納言と申します』（PEACH-PIT作の漫画、講談社）：和歌制作